# Bridge City (Texas)
Bridge City es una ciudad ubicada en el condado de Orange, Texas, Estados Unidos. Tiene una población estimada, a mediados de 2021, de 9519 habitantes.

## Geografía
La localidad está ubicada en las coordenadas 30°1′51″N 93°50′17″O / 30.03083, -93.83806 (30.0309, -93.838115). Según la Oficina del Censo de los Estados Unidos, Bridge City tiene una superficie total de 18.50 km², de la cual 16.67 km² corresponden a tierra firme y 1.83 km² son agua.

## Demografía

### Censo de 2020
Según el censo de 2020, en ese momento la ciudad tenía una población de 9546 habitantes.
| Raza                   | Núm. | Porc.  |
| ---------------------- | ---- | ------ |
| Blancos                | 8023 | 84.05% |
| Afroamericanos         | 99   | 1.04%  |
| Amerindios             | 60   | 0.63%  |
| Asiáticos              | 266  | 2.79%  |
| Isleños del Pacífico   | 1    | 0.01%  |
| Otras razas            | 393  | 4.12%  |
| De una mezcla de razas | 704  | 7.37%  |

Del total de la población, el 10.92% son hispanos o latinos de cualquier raza.

### Censo de 2010
Según el censo de 2010, había 7840 personas residiendo en Bridge City. La densidad de población era de 444.5 hab./km². El 92.91% de los habitantes eran blancos, el 0.33% eran afroamericanos, el 0.45% eran amerindios, el 1.96% eran asiáticos, el 2.37% eran de otras razas y el 1.98% eran de una mezcla de razas. Del total de la población, el 7.09% eran hispanos o latinos de cualquier raza.